# Zajzene
Zajzene zenei műfaj, ami a hangkeltésen alapul zenei aláfestéssel. 

## Előtörténete
Luigi Russolo futurista művész volt a 20. század elején és az első zajművész. Az ő 1913-as manifesztációjának címe: 
L'Arte dei rumori, magyarra fordítva "a zajok művészete". 
Russolo úgy találta, hogy a tradicionális melodikus zenét a zajzene a jövőben felválthatná. Tervezett és kivitelezett egy zajgeneráló eszközt amit Intonarumori-nak hívnak és szerelték össze egy zaj zenekar számára, hogy azzal adjanak elő. Ugyanekkor kezdték felfedezni, hogy „talált” hangokkal is lehet dolgozni.
John Cage így nyilatkozott: "Hiszem hogy a zaj felhasználása a zeneszerzéshez folytatódni fog és növekszik, amíg el nem kezdjük használni az elektronikus hangszereket, amik lehetővé teszik a zenei célok megvalósítását bármilyen és minden hanggal, ami hallható."
1951-ben John Cage képzeletbeli tájkép #4 című műve 12 rádióra írta és New Yorkban volt az ősbemutatója 1951-ben. Az előadásához olyan kotta kellett ami tartalmazott jelzéseket a változó hullámhosszra, időtartamra, hangerőre, amelyek mindegyike meghatározta a véletlen műveleteket.
1961-ben James Tenney zeneszerző elkészítette a Analogue #1: Noise Study című művét. amely számítógép generálta zajhangot használt fel.

## Japán
1980-tól kezdve sok zajzenész jelent meg Japánban. Az első és legismertebb Masami Akita aka Merzbow. Akita gitárt, theremint, szintetizátort, effekteket, és egyéb talált tárgyakat használt a felvételei készítésekor. Később megjelentek más japán zajművészek is úgy mint: Hijokaidan, Boredoms, C.C.C.C., Incapacitants, KK Null, Masonna, Solmania, K2, The Gerogerigegege , Hanatarash.

Murray Schafer szerint 4 típusa van a zajnak, ezek: nem kívánt zaj, nem zenei hang, hangos zaj, zavaró jelzaj ( pl. tv vagy telefon jelhang ).

## Karakterisztikája
Zajzene elvileg lehet bármilyen hangszerrel vagy talált tárgy által létrehozott hang is de a mai zajzenéket és erős értelemben véve az elektronikus eszközök által keltett zaj hangokat értjük. Egyes művészek a fellépésük alkalmával improvizálnak. A ritmust és a melódiát is nélkülözni szokták.

## Leírás
A zaj több eltérő frekvenciájú és intenzitású jel zavaró összessége. A zajhang zenei értelemben aperiodikus rezgés. A zajzene nem tiszta hangok felhasználása hanem különböző disszonáns, ritmustalan, sűrű hang klaszter. A zajzenében lehetnek géphangok, nem zenei vokál technikák, hangmanipuláció, vagy egyéb elektronikus berendezés által keltett véletlenszerű jel, torzítás, sziszegés. A kortárs zajzene gyakran társul extrém hangerővel és torzítással. 

## Előadók
- A Quarter Machine
- Ana Venus (HUN)
- Anenzephalia
- Merzbow
- animal machine
- Genocide organ
- Emil Beaulieau
- Nagy Ákos
- Richard Ramirez
- Government Alpha
- Halalnihil (HUN)
- Pain Jerk
- Panicsville
- ParaNoiZ (HUN)
- Rovar17 (HUN)
- Royal Hungarian Noisemakers (HUN)
- Macronympha
- Torturing nurse
- Cock E.S.P
- Dead Body Collection
- Cloama
- Bastard Noise